# Philip Gröning
Pour les articles homonymes, voir Groening.
Philip Gröning est un réalisateur, scénariste, monteur, producteur, directeur de la photographie, acteur et compositeur allemand né le 7 avril 1959 à Düsseldorf (à l'époque en Allemagne de l'Ouest).

## Filmographie

### Réalisateur
- 1988 : Sommer
- 1992 : Die Terroristen!
- 1993 : Neues Deutschland (TV)
- 1998 : Philosophie
- 2000 : L'Amour, l'argent, l'amour
- 2005 : Le Grand Silence ("Die Große Stille"), documentaire sur les moines de la Grande Chartreuse
- 2013 : Die Frau des Polizisten
- 2018 : Mon frère s'appelle Robert et c'est un idiot ("Mein Bruder heißt Robert und ist ein Idiot")

### Scénariste
- 1988 : Sommer
- 1992 : Die Terroristen!
- 1993 : Neues Deutschland (TV)
- 2000 : L'Amour, l'argent, l'amour
- 2005 : Le Grand Silence ("Die Große Stille")
- 2013 : Die Frau des Polizisten

### Monteur
- 1988 : Sommer
- 1992 : Die Terroristen!
- 2000 : L'Amour, l'argent, l'amour
- 2005 : Le Grand Silence ("Die Große Stille")
- 2013 : Die Frau des Polizisten

### Producteur
- 1988 : Sommer
- 2000 : L'Amour, l'argent, l'amour
- 2005 : Le Grand Silence ("Die Große Stille")

### Directeur de la photographie
- 2000 : L'Amour, l'argent, l'amour
- 2005 : Le Grand Silence ("Die Große Stille")
- 2013 : Die Frau des Polizisten

### Acteur
- 1984 : Nebel jagen
- 1999 : Virtual Vampire

### Compositeur
- 2005 : Le Grand Silence ("Die Große Stille")

## Distinctions

### Récompenses
- Prix du cinéma européen 2006 : meilleur documentaire pour Le Grand Silence
- Festival du film de Sundance 2006: Prix spécial du jury pour Le Grand Silence
- Mostra de Venise 2013 : Prix spécial du jury pour Die Frau des Polizisten

### Sélections
- Festival international du film de Locarno 2000 : sélection officielle
- Camerimage 2001 : sélection officielle
- Festival Max Ophüls 2001 : sélection officielle
- Berlinale 2018 : sélection officielle